# باخفلد
باخفلد (به آلمانی: Bachfeld) یک شهر در آلمان است که در تورینگن واقع شده‌است. باخفلد ۵۰۸ نفر جمعیت دارد.